# Drummond (circonscription fédérale)
Pour les articles homonymes, voir Drummond.
Circonscription électorale fédérale du Canada
Drummond est une circonscription électorale fédérale au Québec (Canada).

## Géographie
La circonscription, qui longe la rivière Saint-François, se trouve dans la région québécoise de Centre-du-Québec. Elle comprend la MRC de Drummond, incluant notamment la ville de Drummondville et les municipalités de Saint-Cyrille-de-Wendover, Saint-Germain-de-Grantham et Wickham.
Les circonscriptions limitrophes sont Bécancour—Nicolet—Saurel, Richmond—Arthabaska, Shefford et Saint-Hyacinthe—Bagot.

## Historique
La circonscription de Drummond a été créée en 1966 à partir des circonscriptions de Drummond—Arthabaska, Nicolet—Yamaska et de Richmond—Wolfe. Elle n'a pas été modifiée lors du redécoupage électoral de 2013.

## Députés
| Législature                                                              | Années        | Député              | Parti | Parti                     |
| ------------------------------------------------------------------------ | ------------- | ------------------- | ----- | ------------------------- |
| Drummond issue de Drummond—Arthabaska, Nicolet—Yamaska et Richmond—Wolfe |               |                     |       |                           |
| 28e                                                                      | 1968–1972     | Jean-Luc Pépin      |       | Libéral                   |
| 29e                                                                      | 1972–1974     | Jean-Marie Boisvert |       | Crédit social             |
| 30e                                                                      | 1974–1979     | Yvon Pinard         |       | Libéral                   |
| 31e                                                                      | 1979–1980     | Yvon Pinard         |       | Libéral                   |
| 32e                                                                      | 1980–1984     | Yvon Pinard         |       | Libéral                   |
| 33e                                                                      | 1984–1988     | Jean-Guy Guilbault  |       | Progressiste-conservateur |
| 34e                                                                      | 1988–1993     | Jean-Guy Guilbault  |       | Progressiste-conservateur |
| 35e                                                                      | 1993–1997     | Pauline Picard      |       | Bloc québécois            |
| 36e                                                                      | 1997–2000     | Pauline Picard      |       | Bloc québécois            |
| 37e                                                                      | 2000–2004     | Pauline Picard      |       | Bloc québécois            |
| 38e                                                                      | 2004–2006     | Pauline Picard      |       | Bloc québécois            |
| 39e                                                                      | 2006–2008     | Pauline Picard      |       | Bloc québécois            |
| 40e                                                                      | 2008–2011     | Roger Pomerleau     |       | Bloc québécois            |
| 41e                                                                      | 2011–2015     | François Choquette  |       | Néo-démocrate             |
| 42e                                                                      | 2015–2019     | François Choquette  |       | Néo-démocrate             |
| 43e                                                                      | 2019–2021     | Martin Champoux     |       | Bloc québécois            |
| 44e                                                                      | 2021–2025     | Martin Champoux     |       | Bloc québécois            |
| 45e                                                                      | 2025–en cours | Martin Champoux     |       | Bloc québécois            |

## Résultats électoraux
|       | Candidat                  | Parti          | # de voix | % des voix |
|       | Normand W. Bernier        | Conservateur   | +07 555,  | 15,93 %    |
|       | (sortant) Roger Pomerleau | Bloc québécois | +10 410,  | 21,95 %    |
|       | Pierre Côté               | Libéral        | +03 979,  | 8,39 %     |
|       | François Choquette        | NPD            | +24 489,  | 51,64 %    |
|       | Robin Fortin              | Vert           | +00987,   | 2,08 %     |
| Total | Total                     | Total          | 47 420    | 100 %      |

|       | Candidat         | Parti          | # de voix | % des voix |
|       | André Komlosy    | Conservateur   | +11 490,  | 25,31 %    |
|       | Roger Pomerleau  | Bloc québécois | +17 613,  | 38,79 %    |
|       | Jean Courchesne  | Libéral        | +07 697,  | 16,95 %    |
|       | Annick Corriveau | NPD            | +07 460,  | 16,43 %    |
|       | Réginald Gagnon  | Vert           | +01 144,  | 2,52 %     |
| Total | Total            | Total          | 45 404    | 100 %      |